# Шеметово (Одесская область)
Шеметово (укр. Шеметове) — село, относится к Раздельнянскому району Одесской области Украины.
Население по переписи 2001 года составляло 163 человека. Почтовый индекс — 67442. Телефонный код — 4853. Занимает площадь 1,028 км². Код КОАТУУ — 5123981707.

## Местный совет
67442, Одесская обл., Раздельнянский р-н, с. Еремеевка